# Biserica Saint-Étienne-du-Mont
Saint-Étienne-du-Mont (din franceză Sfântul Ștefan de pe Munte) este o biserică din Paris, aflată pe Muntele Sfintei Genoveva din arondismentul 5, lângă Panteon. Face parte din vechea Abație a Sfintei Genoveva. 
În interiorul lăcașului se află un cenotaf menit să o comemoreze pe Sfânta Genoveva, sfânta patroană a Parisului.
În biserică se află de asemenea mormintele lui Jean Racine, Blaise Pascal și Blaise de Vigenère.